# Гражданский процессуальный кодекс Украины
Гражда́нский процессуа́льный ко́декс Украи́ны (укр. Цивільний процесуальний кодекс України) — кодифицированный нормативно-правовой акт (Закон Украины), устанавливающий правила рассмотрения и разрешения гражданских дел судами общей юрисдикции Украины.
Является основным источником гражданско-процессуальных норм. Иные нормативно-правовые акты, регулирующие порядок гражданского судопроизводства на Украине, принимаются в соответствии с данным кодексом.

## Структура
Кодекс состоит из 13 разделов и 502 статей. Разделы:
- Общие положения;
- Приказное производство;
- Исковое производство;
- Отдельное производство;
- Пересмотр судебных решений;
- Процесуальные вопросы, связанные с исполнениям судебных решений в гражданских делах и решений других органов (должностных лиц);
- Судебный контроль за исполнением судебных решений;
- Производство в делах о обжаловании решений третейских судов, оспаривание решений международных коммерческих арбитражей;
- Признание и исполнение решений иностранных судов, международных коммерческих арбитражей в Украине, предоставление разрешения на принудительное исполнение решений третейских судов;
- Восстановление утраченного судебного дела;
- Производство в делах с участием иностранных лиц;
- Заключительные положения;
- Переходные положения[1].